# TT30
| Aa1 · n | sw | w | ms | s |

| Aa1 · n | sw | w | ms | s |

TT30 (Theban Tomb 30) è la sigla che identifica una delle Tombe dei Nobili ubicate nell’area della cosiddetta Necropoli Tebana, sulla sponda occidentale del Nilo dinanzi alla città di Luxor, in Egitto. Destinata a sepolture di nobili e funzionari connessi alle case regnanti, specie del Nuovo Regno, l'area venne sfruttata, come necropoli, fin dall'Antico Regno e, successivamente, sino al periodo Saitico (con la XXVI dinastia) e Tolemaico.

## Titolare
TT30 Era la tomba di:
| Titolare  | Titolo                               | Necropoli           | Dinastia/Periodo | Note                                             |
| --------- | ------------------------------------ | ------------------- | ---------------- | ------------------------------------------------ |
| Khonsmose | Scriba del tesoro dei domini di Amon | Sheikh Abd el-Qurna | XIX-XX dinastia  | nella piana, a est della TT52 e a sud della TT51 |

## Biografia
Si conoscono solo il nome della moglie, Henutenkhunet, e di un figlio, Khensnakht.

## La tomba
La tomba è incompleta ed è costituita, sostanzialmente, da un'ampia anticamera con quattro colonne da cui una scala avrebbe verosimilmente dovuto addurre all'appartamento funerario, solo abbozzato. In un angolo dell'anticamera si apre un accesso alla TT31.
Dalla scala di accesso, sulle cui pareti (1 in planimetria) i resti di alcuni testi e immagini del defunto dinanzi a un dio (?), si accede all'anticamera colonnata; su più registri (2) il Libro delle Porte, nonché rappresentazioni della processione funeraria e del defunto in ginocchio dinanzi a una barca sacra. Preti operano sulla mummia la cerimonia di apertura della bocca. In altre scene (3-4), portatori di offerte e il defunto accompagnato dal figlio; segue scena (5) su tre registri sovrapposti del defunto con due donne in adorazione di Ra-Horakhti e di alcune dee, il defunto e la moglie Henutenkhunet dinanzi a una tavola di offerte. seguono scene varie del defunto (6), di una falsa porta (7), su due registri (8) Osiride e (9) il defunto e la moglie. Sul soffitto, la barca di Ra adorata da babbuini e sciacalli, mentre il defunto adora Ra-Horakhti e uccelli volano sopra nidi in cui sono rappresentate le rispettive uova. Un corridoio di accesso alla camera più interna (10) reca i titoli del defunto.

### Annotazioni
1. ↑  La numerazione dei locali e delle pareti segue quella di Porter e Moss 1927, p. 44.
2. ↑  La prima numerazione delle tombe, dalla numero 1 alla 253, risale al 1913 con l’edizione del "Topographical Catalogue of the Private Tombs of Thebes" di Alan Gardiner e Arthur Weigall. Le tombe erano numerate in ordine di scoperta e non geografico; ugualmente in ordine cronologico di scoperta sono le tombe dalla 253 in poi.
3. ↑  I campi della Duat, ovvero l'aldilà egizio, si trovavano, secondo le credenze, proprio sulla riva occidentale del grande fiume.
4. ↑  Nella sua epoca di utilizzo, l'area era nota come "Quella di fronte al suo Signore" (con riferimento alla riva orientale, dove si trovavano le strutture dei Palazzi di residenza dei re e i templi dei principali dei) o, più semplicemente, "Occidente di Tebe".
5. ↑  le Tombe dei Nobili, benché raggruppate in un'unica area, sono di fatto distribuite su più necropoli distinte.
6. ↑  Le note, sovente di inquadramento topografico della tomba, sono tratte dal "Topographical Catalogue" di Gardiner e Weigall, ed. 1913 e fanno perciò riferimento alla situazione dell'epoca.

### Fonti
1. 1 2  Porter e Moss 1927,  pp. 46-47.
2. ↑  Gardiner e Weigall 1913.
3. ↑  Donadoni 1999,  p. 115.
4. ↑  Gardiner e Weigall 1913,  pp. 18-19.
5. ↑  Porter e Moss 1927,  p. 46.